# يوديد الروديوم الثلاثي
يوديد الروديوم الثلاثي هو مركب غير عضوي بالصيغة RhI3 كما إنه مادة صلبة سوداء.

## تحضير
يمكن تصنيع يوديد الروديوم (III) عن طريق تفاعل يوديد البوتاسيوم المائي مع بروميد الروديوم (III).
RhBr 3 + 3KI → RhI 3 + 3KBr

## بنية
يعتمد RhI 3 نفس شكل الهيكل البلوري مثل AlCl 3 وYCl3. يتكون الهيكل من أيونات يوديد مكعبة ومعبأة بشكل وثيق وأيونات الروديوم تملأ ثلث فجوات الاوكتاهدراوتشكل طبقات.